# Магдалина (имя)
Магдалина (евр.) — женское имя евангельского происхождения, употреблялось в католических странах. Часто использовалось в полной конструкции «Мария Магдалина».

## Значение
Прозвание «Магдалина» (ивр. מרים המגדלית‎, др.-греч. Μαρία ἡ Μαγδαληνή) считается географическим и традиционно расшифровывается как «уроженка города Мигдал-Эль».
Буквальное значение этого топонима — «башня» (ивр. migdal‎ и арамейск. magdala). Поскольку башня является феодальным, рыцарским символом, в Средние века этот благородный оттенок смысла был перенесён на личность Марии и ей были приданы аристократические черты.
Было также высказано предположение, что прозвание «Магдалина» может происходить от используемого в Талмуде выражения magadella (ивр. מגדלא‎) — «завивающая волосы».
У незнакомых с ивритом и древнегреческим языком средневековых писателей этимологии чаще всего фантастичны: «Магдалина» может интерпретироваться как «постоянно обвиняемая» (лат. manens rea) и т. п.

## Распространение
В Западной Европе распространение имени связано с популярностью святой Марии Магдалины. Расцвет её культа связан с успехом Церкви в бургундском городе Везеле, когда в 1059 году находившееся там аббатство, изначально покровительствуемое Богородицей, было передано Магдалине. В 1084 и 1094 годах девочки, родившиеся во Франции, впервые получили имя Мадлен в честь святой.

## Именины
- католические и православные — 4 августа (22 июля ст.ст.)
- католические — 25 мая

## Носители, известные по имени

### Святые
- Мария Магдалина — персонаж Нового Завета, преданная последовательница Иисуса Христа, христианская святая, мироносица.
- Мария Магдалина де Пацци — католическая святая, монахиня-кармелитка, мистик.

### Прочие
- Магдалина (Забелина) (1863—1931) — инокиня Русской православной церкви, преподобномученица.
- Магдалина (Орлова-Давыдова) (1840—1931) — игумения монастырской общины «Отрада и утешение».
- Магда Геббельс (1901—1945) — супруга рейхсминистра народного просвещения Йозефа Геббельса, близкая соратница Адольфа Гитлера.